# كلايتون روبسون
كلايتون روبسون (3 يوليو 1901 في الهند - 25 فبراير 1989) (بالإنجليزية: Clayton Robson)‏ هو لاعب كريكت بريطاني وبريطاني (وحمل سابقاً جنسية المملكة المتحدة لبريطانيا العظمى وأيرلندا). لعب مع نادي مقاطعة ورسسترشاير للكريكيت ‏ ونادي مقاطعة ميدلسكس للكريكت ‏.

## وصلات خارجية
- كلايتون روبسون على موقع إي آس بي آن كريك إنفو (الإنجليزية)